# Shinnersoseris
Shinnersoseris là một chi thực vật có hoa trong họ Cúc (Asteraceae).

## Loài
Chi Shinnersoseris gồm các loài: